# 公共安全

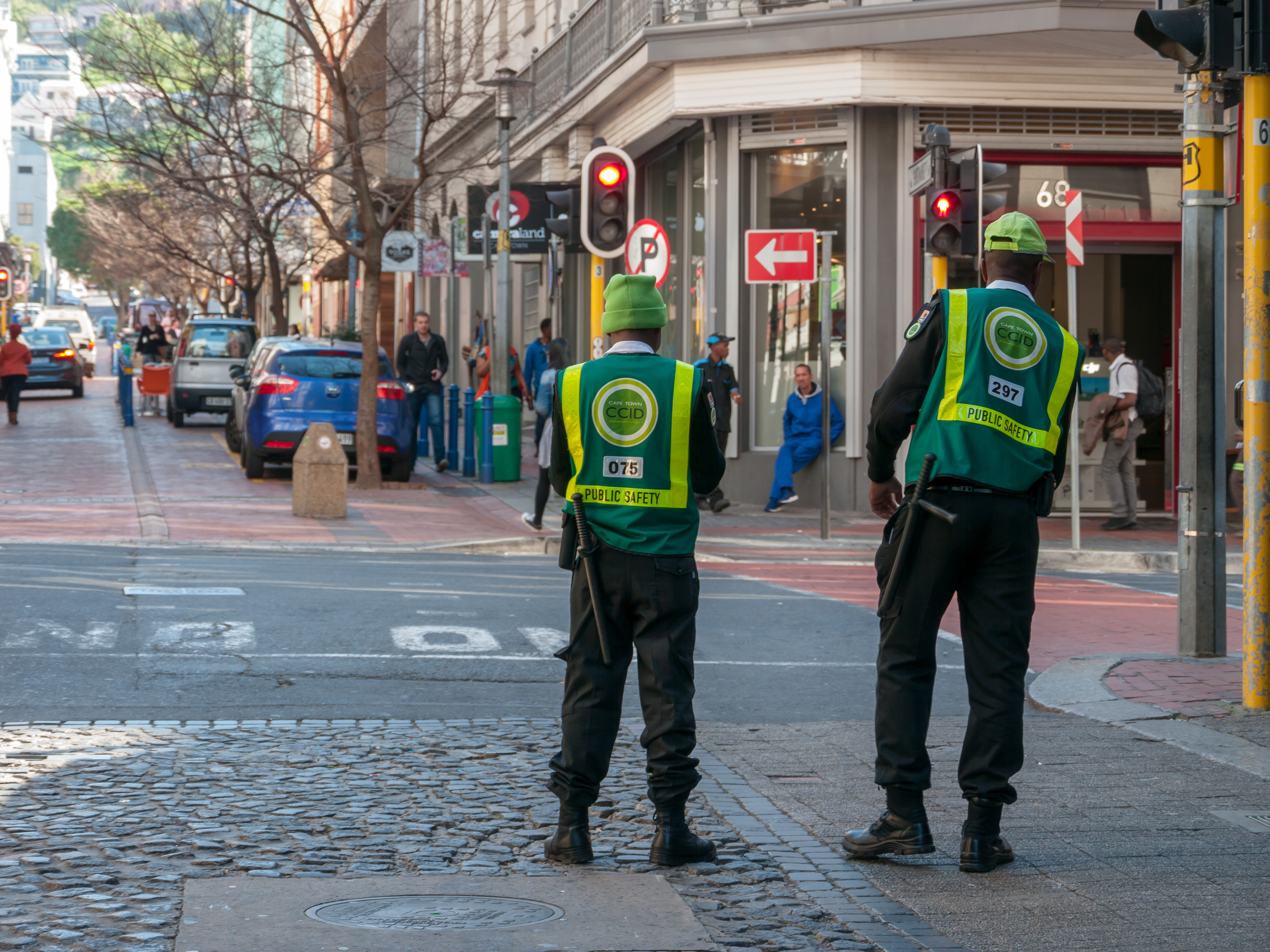
公共安全需靠具有執法權的治安機關維持。圖為南非開普敦中心城區改良機構（CCID）的治安人員。

公共安全（英語：public security，簡稱公安）是指保护个人、财产、物品不受到灾害或事故等危险的威胁。在不同的社会制度下，对公共安全的认识和评价也不相同。中文語境中的治安特指和犯罪相關的公共安全事務，其範圍較一般概念上的公共安全來得狹隘。雖然加強執法確實有助治安，但執法對治安的影響有其極限，且各國執法機關可能已到達這種極限，這是因為在超過一定的程度後，增加警力、加強逮捕率、增加起訴率等做法在實務上都會變得不可行所致。

## 分類
公共安全大致可以分为自然安全；地震、海啸等；人为安全；社会秩序、治安突发事件（如罪案或工业、交通等事故）。

## 公共安全機構
重要的公共安全機構多半由政府設置，主要有警察機關、消防機關和緊急醫療災難應變指揮系統、（臨時）防災中心。更多方面的公共安全需求以及機構、人員包括但不僅限於以下機構：
1. 消費者保護團體，如政府設置的消費者委員會
2. 急難救助電話系統
3. 動物數量及疫病管制人員
4. 民營保全系統
5. 交通及停車管理
6. 義務性質的警察、消防人員
7. 負擔訴訟、辯護和判決的執法人員，檢察官、律師及法官
8. 監督各種公共安全機構正常運作的政府督察或機構，如廉政公署